# Avacelli
Avacelli è una frazione del comune di Arcevia, nella provincia di Ancona, nella regione Marche. È l'unica frazione di Arcevia a far parte dell'arcidiocesi di Camerino-San Severino Marche.

## Origini
Il Castello di Avacelli (del latino Castrum Avacellorum), attestato dal 1248, venne fondato da Rocca Contrada (antico nome di Arcevia) su una collina al confine con il territorio di Serra San Quirico.

## Il castello
Dell'antica struttura difensiva, risalente alla fine del ‘300, rimane la bella porta d'ingresso con il rivellino e parte della cinta muraria in pietra, completamente priva di scarpa. 
Interessante la chiesa castellana di San Lorenzo (2ª metà del XV secolo), che conserva al suo interno uno spettacolare dossale in ceramica dipinta rappresentante la Madonna della Misericordia (XVI secolo), attribuibile ad un artista marchigiano influenzato sia dall'Agabiti sia dalla bottega robbiana di Fra Mattia.

## Chiesa di Sant'Ansovino
Ai piedi della collina, in una valle appartata nella boscaglia, sorge l'importante chiesa dedicata a Sant'Ansovino (XI secolo), unica testimonianza locale di architettura romanica, con facciata a capanna, abside semicircolare ed archetti ciechi sulla parete laterale destra. 
Oltre alla croce in cotto incastonata nella facciata, pregevoli sono gli antichi capitelli reimpiegati, di probabile origine altomedievale, gli affreschi e le sinopie contenute all'interno.